# Incourt (Bélgica)
Incourt es una comuna de la región de Valonia, en la provincia de Brabante Valón, Bélgica. A 1 de enero de 2019 tenía una población estimada de 5487 habitantes.

## Geografía
Se encuentra ubicada en el centro del país, en la región natural de Hesbaye.

### Secciones del municipio
El municipio comprende los antiguos municipios, que se fusionaron en 1977:
| - Incourt - Glimes - Opprebais - Piétrebais - Roux-Miroir |

## Demografía

### Evolución
Todos los datos históricos relativos al actual municipio, el siguiente gráfico refleja su evolución demográfica, incluyendo municipios después de efectuada la fusión el 1 de enero de 1977.
| Gráfica de evolución demográfica de Incourt entre 1846 y 2020 |
|                                                               |